# Banque CS Alterna
La Banque CS Alterna, membre du Groupe Alterna, qui regroupe la Caisse et la Banque Alterna, a été créée le 2 octobre 2000 afin que la Caisse puisse étendre ses activités dans tout le Canada. En effet, la Caisse était une coopérative de crédit à charte provinciale, et ne pouvait donc offrir ses services qu'en Ontario. Elle continue la Société de prêt de la fonction publique, fondée le 29 octobre 2000.
La Banque opère principalement dans la région d'Ottawa-Gatineau, où est notamment situé son siège social.